# Chlaenius variabilipes
Chlaenius variabilipes är en skalbaggsart som beskrevs av Eschsholtz. Chlaenius variabilipes ingår i släktet Chlaenius och familjen jordlöpare. Inga underarter finns listade i Catalogue of Life.